# Tryskärs udden
Tryskärs udden är en ögrupp i Kimitoöns kommun i Finland. Den ligger i den ekonomiska regionen  Åboland och landskapet Egentliga Finland, i den södra delen av landet, 150 km väster om huvudstaden Helsingfors.
Tryskärs udden ligger halvvägs mellan Bengtskär och Örö. Den har Rödskärs udden i sydost och Tryskärs djupet i nordväst. Tryskärs udden består av skären Tryskäret, Sandmarks klobben, Husskäret, Digskär och Rödklobben.